# Benalla
Benalla är en ort i Australien. Den ligger i kommunen Benalla och delstaten Victoria, omkring 170 kilometer nordost om delstatshuvudstaden Melbourne. Den ligger vid sjön Lake Benalla.
Runt Benalla är det mycket glesbefolkat, med 2 invånare per kvadratkilometer.. Det finns inga andra samhällen i närheten.
Trakten runt Benalla består till största delen av jordbruksmark. Genomsnittlig årsnederbörd är 1 295 millimeter. Den regnigaste månaden är juli, med i genomsnitt 158 mm nederbörd, och den torraste är november, med 58 mm nederbörd.